# Ka (faraon)
Ka, znan tudi kot Sekhen, je bil preddinastični faraon Gornjega Egipta. Vladal je verjetno v prvi polovici 32. stoletja pr. n. št. Dolžina njegove vladavine ni znana. 

## Ime
Pravilno branje imena Ka je še vedno negotovo. Obstajajo napisi, ki vsebujejo serekh s tipičnim simbolom  Ka, napisanim  pokončno  in pravilno, obstajajo pa tudi napisi s pokončnim serekhom in navzdol obrnjenim simbolom Ka. Slednja oblika zapisa se bere Sekhen, kar pomeni objeti in ne Ka. Druga oblika bi lahko bila tudi rojstno ime faraona Narmerja. Ker je branje imena tako negotovo, egiptologi in strokovnjaki za pisavo,  kot je Ludwig David Morenz, predlagajo  nevtralno branje znakov kot Ka.

## Vladanje
Ka je vladal iz Thinisa v prvi polovici 32. stoletja pr. n. št. Pokopan je bil v Umm el-Qa'abu. Najverjetneje je bil neposredni naslednik Iri-Horja, nasledil pa ga je ali Narmer ali Škorpijon II. Je najzgodnejši znani faraon s serekhi na številnih artefaktih, kar bi lahko bila iznajdba njegove vladavine. Ka je ob Narmerju in Škorpijonu II. najbolj dokumentiran preddinastični vladar. Razen v Abidosu je dokazan tudi v preddinastičnih akropolah Adaima v Gornjem Egiptu, na severu pa v Tarkhanu, Helwanu, Tell Ibrahim Awadu, Wadi Tumilatu  in celo v Tel Lodu v južnem Levantu.

## Grobnica
Podzemni sobi B7 in B9 v abidoški nekropoli v Umm el-Qa'abu naj bi bili del Kajeve grobnice. Soba B7 meri 6 x 3,2 m. Soba B9 je nekoliko manjša in meri 5,9 x 3,1 m. Obe sta globoki 1,90 m in med seboj oddaljeni 1,8 m. 
Kajevo grobnico  je prvi izkopaval angleški egiptolog  Flinders Petrie leta 1902. Med izkopavanji je odkril odlomke kremenastega noža in lončenine.  V najbolj južni sobi B7 je na visokih vrčih in okroglih posodah našel več kot štirideset napisov in odtisov pečatnikov. Kajeva grobnica  (B7, B9) je v bližini Iri-Horjeve  grobnice (B1, B2) in Narmerjeve grobnice (B17, B18). Razen tega se nahaja v sekvenčnem zaporedju, ki povezuje starejše pokopališče U z grobnicami prve dinastije, kar kaže, da je  Ka nasledil  Iri-Horja in prestol predal Narmerju.

## Galerija
- Posoda iz Kajevega groba v Abidosu s Kajevim serekhom; Britanski muzej, London
- Pečat s Kajevim  serekhom, vendar brez Horovega sokola; Britanski muzej, London
- Črepinja s Kajevim serekhom iz njegove grobnice v Abidosu
- Črepinja s Kajevim serekhom iz njegove
- Kajeva grobnica v Umm el-Qa'abu